# Премия имени Юлиана Семёнова в области экстремальной геополитической журналистики
Пре́мия и́мени Юлиа́на Семёнова в о́бласти экстрема́льной геополити́ческой журнали́стики — российская ежегодная премия, присуждаемая за достижения в области экстремальной геополитической журналистики. Учреждена в 2011 году и названа в честь Юлиана Семёнова, учредители — Культурный фонд Юлиана Семёнова и Союз журналистов Москвы.

## Описание

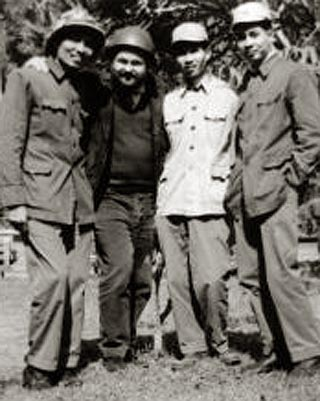
Юлиан Семенов с партизанами Лаоса

Диплом за подписью председателя Культурного Фонда Юлиана Семенова и председателя Союза журналистов Москвы и денежная премия присуждаются отдельно журналистам:
- печатных СМИ;
- телевидения;
- радиовещания;
- интернет-СМИ и информационных агентств,

добившимся значительных творческих и профессиональных достижений в области экстремальной геополитической журналистики.
Премией награждаются журналисты — граждане всех (без исключения) стран мира, лица без гражданства, работающие в экстремальных условиях и в «горячих точках» (массовые беспорядки, вооруженные конфликты, военные действия и т. п.).
Основаниями для награждения являются:
- работы, внесшие значительный вклад в развитие экстремальной геополитической и расследовательской журналистики;
- заслуги в международной журналистике как средства укрепления доверия между народами;
- проявленное мужество в экстремальных ситуациях при выполнении служебных обязанностей журналиста;
- журналистские экспедиции и путешествия в труднодоступные районы планеты.

Присуждение премий производится Союзом журналистов Москвы на основании предложений специального жюри, в состав которого входят представители Культурного Фонда Юлиана Семенова, Союза журналистов Москвы, видные журналисты.
Премия носит персональный характер.

## Лауреаты

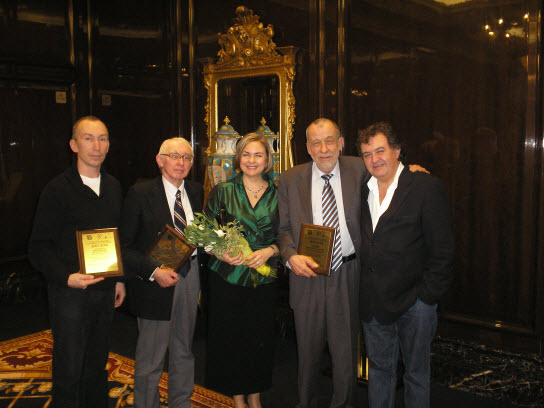
Вручение премии им. Юлиана Семенова. Ольга Семенова (в центре) с лауреатами премии. 2011 г.

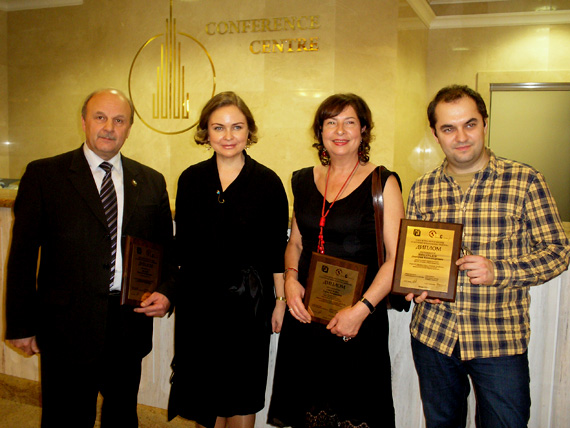
Лауреаты Международной премии имени Юлиана Семёнова 2013 года и Ольга Семёнова

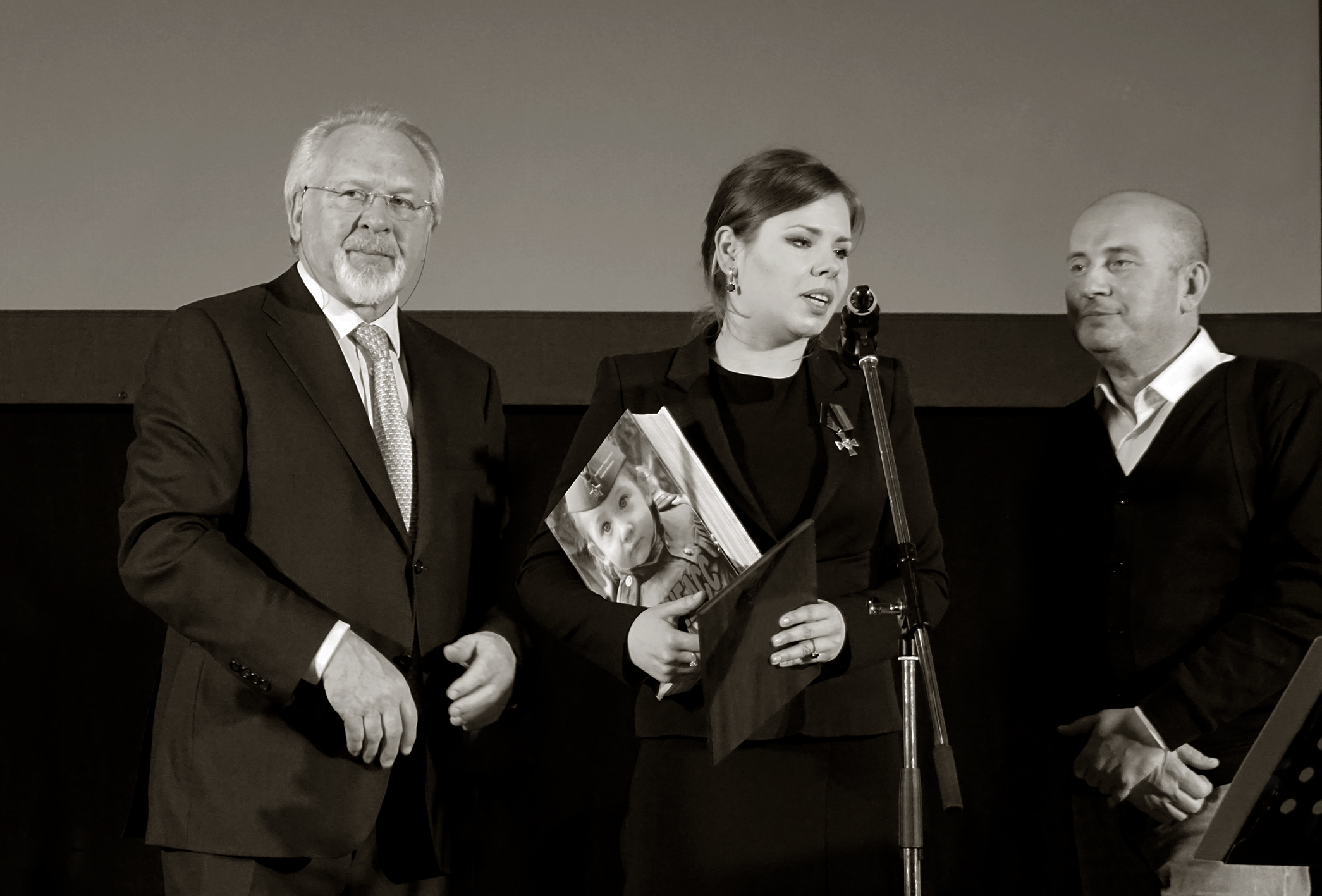
Лауреат Международной премии имени Юлиана Семёнова 2016 года Анастасия Федоренко на церемонии награждения

Лауреаты 2011 года
спецкор отдела расследований «Новой газеты» Роман Анин,
продюсер отдела криминально-правовых программ и журналистских расследований Дирекции общественно-политических программ ОАО «ТВ Центр» Александр Горянов,
обозреватель международного отдела ФГБУ «Редакция „Российской газеты“» Владимир Снегирев,
директор крымского филиала ЧАО «Сегодня Мультимедиа» Рустам Корсовецкий,
журналист-международник Александр Кармен.
Лауреаты 2012 года
ведущий телеканала «Москва-24» Евгений Додолев,
специальный корреспондент ЗАО Издательский дом «Комсомольская правда» Александр Коц,
журналист-международник Дмитрий Лиханов,
специальный корреспондент ЗАО Редакция газеты «Московский комсомолец» Светлана Самоделова ,
специальный корреспондент ЗАО Издательский дом «Комсомольская правда» Дмитрий Стешин.
Лауреаты 2013 года
обозреватель газеты «Московский комсомолец» Елена Светлова,
специальный корреспондент РИА Новости Дмитрий Виноградов,
писатель Николай Иванов.
Лауреаты 2014 года
военный корреспондент ТК «Россия-24» Евгений Поддубный,
обозреватель «Комсомольской правды» Галина Сапожникова,
писатель, главный редактор сайта «Свободная пресса» Сергей Шаргунов.
Лауреаты 2015 года
писатель, журналист, генеральный директор медиагруппы «Агентство журналистских расследований» Андрей Константинов
обозреватель международного информационного агентства «Россия сегодня» Вера Костамо
обозреватель газеты «Московский комсомолец» Александр Минкин
писатель и журналист Олесь Бузина (посмертно)
Лауреаты 2016 года
писатель и издатель Анастасия Федоренко
главный редактор «МК в Крыму» Майк Львовски.
Лауреаты 2017 года
журналист-международник, писатель и востоковед Александр Куланов
автор и продюсер документальных фильмов и циклов телепередач «Лубянка», «Загадки века» Сергей Медведев
журналист, историк, переводчик, издатель Игорь Храмов
Лауреаты 2018 года
журналист, правозащитник, общественный деятель Лидия Графова
обозреватель газеты «Московский комсомолец» Ольга Богуславская